# Serpentine-Nationalpark
Der Serpentine-Nationalpark (englisch: Serpentine National Park) ist ein 44 Quadratkilometer großer Nationalpark im Südwesten von Western Australia, Australien. Die Serpentine Falls als Hauptattraktion sind seit über 100 Jahren ein beliebtes Ausflugsziel. Die Hauptattraktion des Parks sind die Serpentine Falls.

## Lage
Der Park liegt etwa 49 Kilometer südwestlich vom Stadtzentrum vom Perth und etwa 30 km landeinwärts von Rockingham am South Western Highway. Er ist wie der Serpentine River nach dem sich schlängelnden Flusslauf (engl. serpentine) benannt.

## Geologie
Der Serpentine-Nationalpark liegt im Bereich der Darling Scarp, einer geologischen Abbruchkante. Diese Kante liegt am westlichen Rand eines riesigen, geologisch bis zu 2,5 Milliarden Jahre alten Plateaus. Das Plateau aus Granit und etwas Dolerit, Gneis und Quarzit stellt den geologischen Unterbau für einen Großteil von Südwestaustralien dar. Vor etwa 10 Mio. Jahren bildete sich auf dieser Schicht durch Verwitterung und die Auswaschung von Mineralien ein Deckel aus hartem und unlöslichem Laterit, der heute in vielen Teilen des Parks zu Tage tritt.

## Geschichte
Lange Zeit bevor die ersten europäischen Siedler in diese Gegend kamen, wurde das Gebiet des Parks von Aborigines der Stämme Whadjuk und möglicherweise der Bindjareb besiedelt. Mit der Gründung der Swan River Colony im Juli 1829 kamen dann die ersten Europäer entlang des Serpentine River in dieses Gebiet auf der Suche nach Land, Holz und Mineralien. Man erkannt bereits früh, dass durch Rodung und landwirtschaftliche Nutzung ein Großteil der einheimischen Pflanzen und Tiere verschwand. Daher wurde im Jahr 1894 das erste westaustralische Schutzgebiet – 160.000 ha zwischen Pinjarra, North Dandalup und North Bannister – eingerichtet. Aufgrund der hohen Holznachfrage wurde der Schutz allerdings zunehmend aufgeweicht und im Jahr 1911 wieder ganz aufgehoben. Erst mit dem Beginn des Tourismus setzte sich die Erkenntnis durch, dass dieser Bereich eines besonderen Status bedarf. Im Jahr 1957 wurden die bis dahin entstanden kleinen Parzellen zum heutigen Nationalpark zusammengefasst.
Es ist nicht bekannt, wer den Serpentine River benannte. Vermessen wurde er von Kapitän Mark Currie im Jahr 1892, aber der Name erscheint bereits auf einer Karte der Royal Geographical Society aus dem Jahre 1832.

## Flora und Fauna
Man kann eine Vielzahl von Tier- und Pflanzenarten beobachten. Typisch für die Gegend sind aus Marri-, Jarrah- und Wandoo-Wälder. Man findet entlang der Abbruchkante auch endemische Arten wie den Darling Range Ghost Gum (Eucalyptus laeliae) oder den Salmon White Gum (Eucalyptus lane-poolei).
Die abwechslungsreiche Vegetation schafft einen Lebensräume für zahlreiche Tierarten. So leben 100 Vogelarten entlang der Darling Scarp, darunter der Rotkappensittich und Gelbwangensittich, der Langschnabel-Rabenkakadu und Rotschwanz-Rabenkakadu, der Goldbauchschnäpper. Es sind im Park 23 Säugetier-, 41 Reptilien- und 10 Frosch-Arten heimisch.